# Diou, Allier
Diou là một xã ở tỉnh Allier thuộc miền trung nước Pháp.